# Antonio de Pian

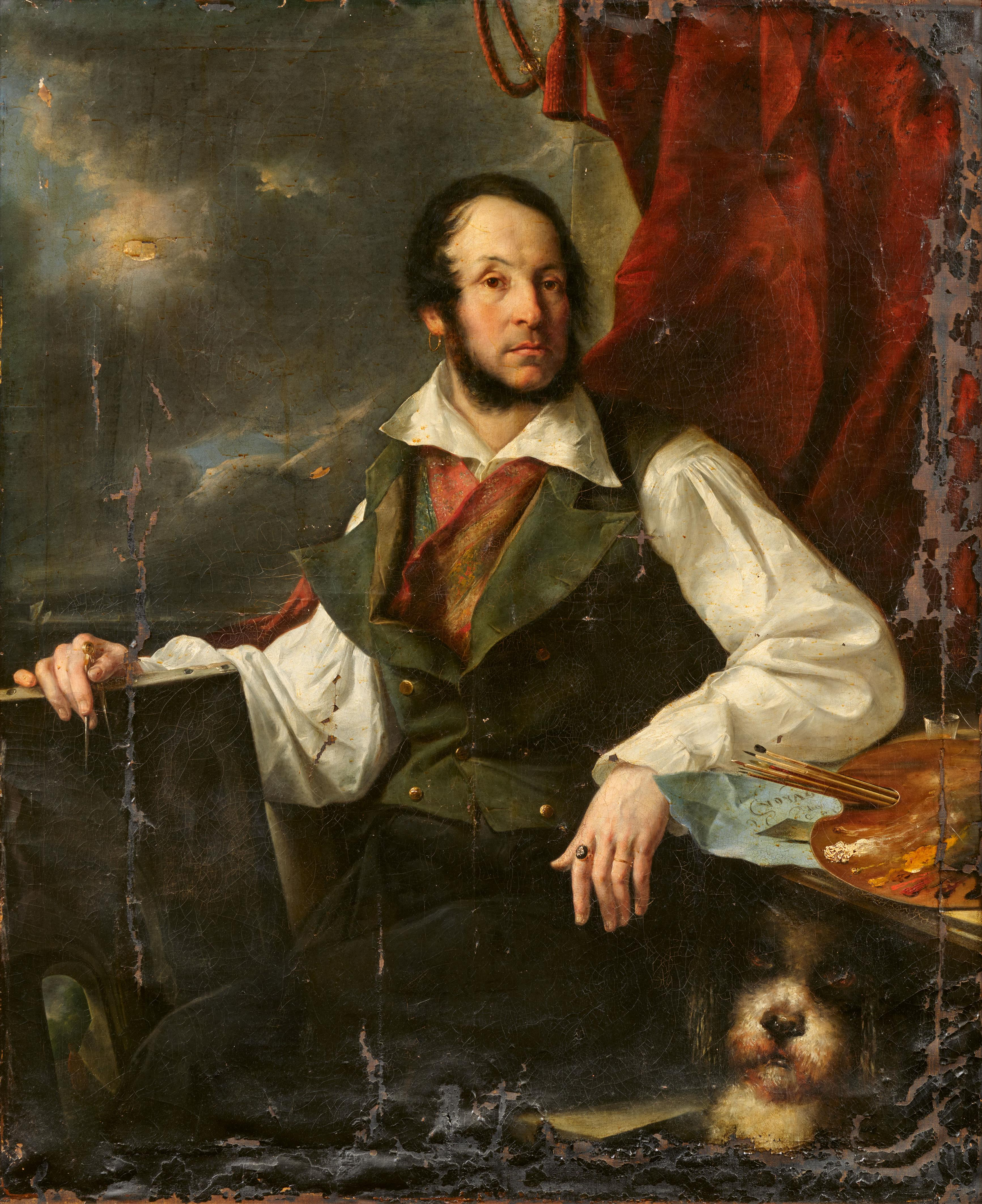
Friedrich Schilcher: Bildnis des Malers Antonio de Pian, 1833

Antonio de Pian (* 1784 in Venedig; † 10. April 1851 in Wien) war ein österreichischer Maler und Kupferstecher italienischer Herkunft.

## Leben

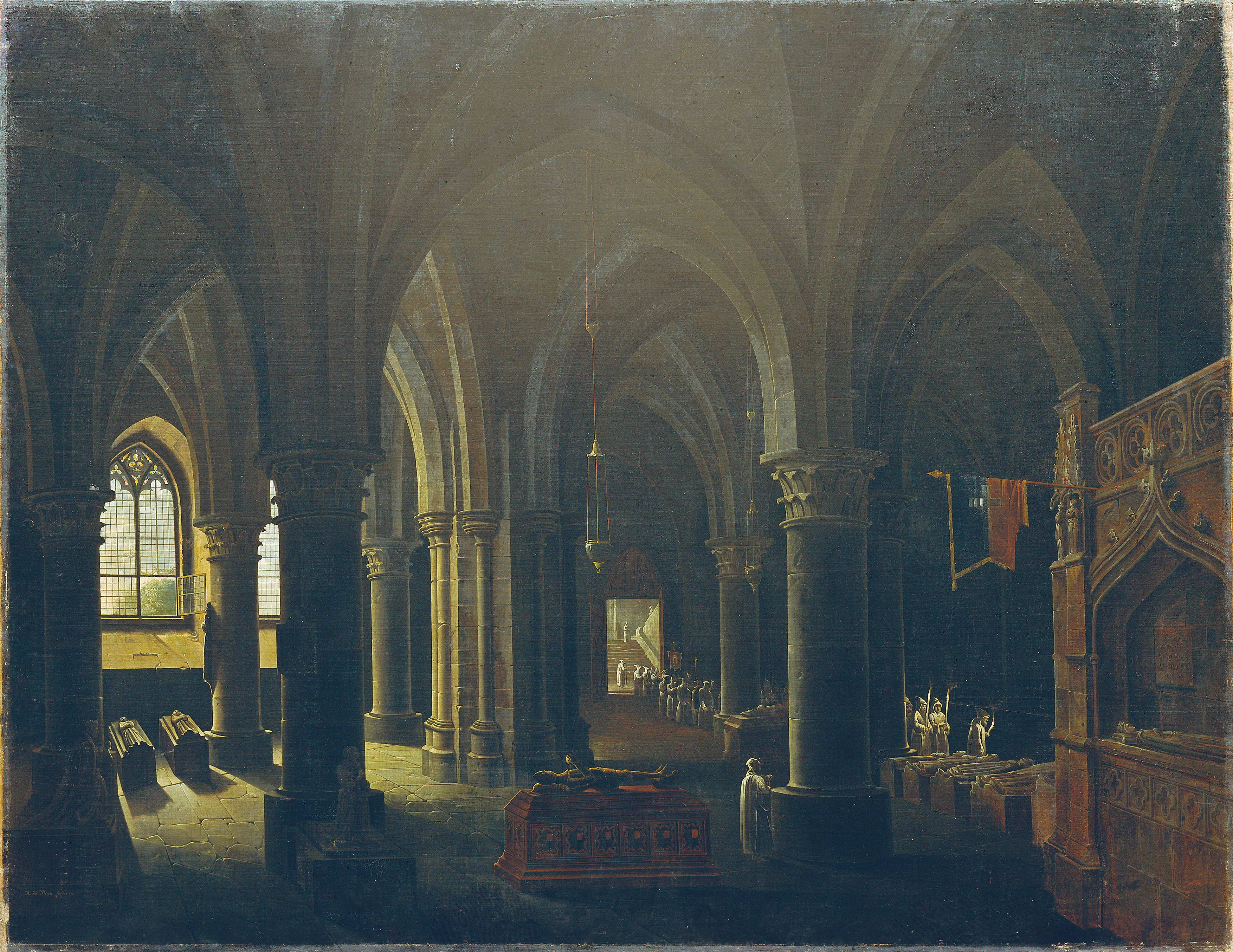
Antonio de Pian: Gotisches Gruftgewölbe, 1828

De Pian war der Sohn des Kupferstechers Giovanni de Pian. Nach erstem künstlerischen Unterricht durch den Vater besuchte er verschiedene Ateliers in Venedig, um sich ausbilden zu lassen. Aus dieser Zeit stammte auch der künstlerische Einfluss Canalettos.
Er kam mit seinem Vater nach Wien und bekam bald eine Anstellung bei Hof. Mit 32 Jahren berief ihn 1816 die Direktion des Hoftheaters zum Bühnenbildner. 1821 avancierte de Pian zum Bühnenmaler. Diese Stellung behielt er bis an sein Lebensende.
De Pian unternahm immer wieder Studienreisen nach Italien, von denen er Anregungen für seine künstlerischen Arbeiten mit nach Hause brachte. 1843 nahm ihn die Akademie der bildenden Künste in Wien als ordentliches Mitglied auf.
In seinem späteren künstlerischen Werk macht sich auch der Einfluss von Carlo Galli da Bibiena bemerkbar, den sein Schüler Hermann Josef Neefe aufgreift, aber verändert.
Antonio de Pian starb 1851 im Alter von 67 Jahren in Wien.
Im Jahr 1956 wurde in Wien-Simmering (11. Bezirk) die Piangasse nach ihm benannt.
Der Maler Giovanni Battista de Pian war sein Sohn.